# Friedrich Krafft von Crailsheim
Friedrich Krafft von Crailsheim, né le 15 mars 1826 à Ansbach et décédé le 13 février 1926 à Munich est un homme politique bavarois.

## Biographie
Friedrich Krafft von Crailsheim est un étudiant brillant en droit (jurisprudence). En 1870, il entre au service du ministère du Commerce, à Munich. Le 1er janvier 1872, il travaille au ministère de la Maison Royale de Bavière, où il fait carrière. En 1874, il exerce la fonction de conseiller diplomatique. En 1880 Krafft von Crailsheim devient ministre des Affaires étrangères du Royaume de Bavière. En 1890, il succède à Johann von Lutz en tant Ministre-président de Bavière. Il occupe ce poste jusqu'à 1903. En 1895, il est député de la première chambre du Parlement bavarois. Avec Lutz, il joue un rôle décisif dans la destitution du roi Louis II. Il devient dès lors un proche conseiller du régent, le prince Luitpold de Bavière. Dans son discours de démission, en 1903, il rappelle deux thèmes principaux de sa carrière : les problèmes confessionnels et les relations de la Bavière avec l'Empire allemand.

## Honneurs
- Grand-croix de l'ordre de Saint-Michel (Bavière) (1914) ;
- Grand cordon de l’ordre de Léopold (Belgique) (1894) ;
- Chevalier de l'ordre de l'Aigle noir (Prusse) (1896).

## Sources
- (en) Cet article est partiellement ou en totalité issu de l’article de Wikipédia en anglais intitulé « Friedrich Krafft Graf von Crailsheim » (voir la liste des auteurs).